# Chico Calavera
Chico Calavera (Skull Boy en inglés, Calavera en España) es un personaje de ficción perteneciente a la franquicia de Ruby Gloom, Chico Calavera ha estado presente desde el inicio de la franquicia original como el interés romántico de Ruby.
El personaje fue doblado por Scott McCord en la serie animada de Ruby Gloom creada en 2006.

## Primera Versión
El Chico Calavera original era un esqueleto vecino de Ruby, un poco desconfiado y vivía en una cueva con forma de calavera a quien Ruby le gustaba espiar, comúnmente aparecen tomados de la mano en la franquicia de Martin Hsu demostrando que ambos ya son pareja.
En tanto a su aspecto era distinto al de la serie animada, ya que tenía cráneo con forma de pulpo a diferencia del creaneo humanoide que tiene en la serie animada.

## Serie Animada

### Relación con Ruby
En la serie animada, Ruby ha demostrado un interés gigantesco por Chico Calavera, tanto que le gusta ayudarlo con sus problemas como en los episodio Fair Or Foul donde Ruby lo ayudaba a construir un robot como padre (parodia de Víctor Frankenstein y el Monstruo que creó).
El Primer Muestro de afecto más que amistoso se da en extrañando a buns donde todos buscan a buns y cuando Chico Calavera dice a Ruby que le ayudó lavando sus medias ella intenta abrazarlo, pero este se escabulle. El segundo es en Quadrogloomia donde Frank y Len transportas sus consciencias a través del sueño, y al llegar con Ruby descubren que ella está profundamente enamorada de Chico Calavera, en el mismo episodio, él aparenta que le va a pedir noviazgo a Ruby, pero solo fue un malentendido de ella. Al final, a pesar de ser una especie de sueño de Frank y Len, en verdad Ruby ama a Chico Calavera.
La Relación se fue haciendo más presente en los capítulos posteriores más destacable de lo dicho anteriormente es Sunny Daze donde Ruby, Chico Calavera e Iris se quedan atrapados en una cueva por buscar a Desgracia (y por un descuido de Iris) y al creer que van a morir ahí, Ruby casi le cuenta sus sentimientos hacía él, pero son salvados por un lodazal al llegar Desgracia. Anteriormente en este mismo capítulo el Sr. Buns se queda atrapado y Chico Calavera creyendo que es un héroe de aventuras tipo Indiana Jones, Ruby le da gracias coquetamente.
En la película Hair (Less) The Musical (en realidad dos capítulos en uno), Ruby descubre que Chico Calavera se va con Los Esquelectricos, y entra en depresión por la falta de Calavera, a tal punto que no puede alegrarse ni a sí misma ni a los demás. En el climáx de la película, Ruby decide buscar a Chico Calavera quien también vuelve a Gloomsville, Esqueleti le explica a Ruby que Chico Calavera esta loco por Ruby. Mientras que él descubre que la familia no tiene que ser alguien de sangre, si no de quien con quien convivas (aunque eso no impidió que Chico Calavera siguiera buscando a su verdadera familia)
- Datos: Q5653410